# Lenguas chimúes (agrupamiento hipotético)
La familia chimú, chimuana o yunga es una hipotética familia de lenguas originarias sudamericanas cuyos posibles idiomas miembros se hablaron todos en los actuales Perú y Ecuador. Actualmente se considera no probado. Todos sus posibles idiomas miembros se hallan actualmente extintos: el mochica, el cañar, el puruhá, las lenguas tallanas (incluyendo al idioma sec, el idioma Colán y el idioma Catacaos)  y, según algunas propuestas, el idioma quingnam. De todas ellas, la única lengua bien documentada es la mochica, lo que hace imposible una aplicación sistemática del método histórico-comparativo para establecer con seguridad una relación de parentesco. Los primeros investigadores en anotar las posibles formas compartidas entre las lenguas cañaris y las de la costa norte del Perú fueron Paul Rivet y Jacinto Jijón y Caamaño. La hipótesis de la existencia de este agrupamiento genético fue propuesta explícitamente por Louisa Stark y Terrence Kaufman.Famosamente, Stark postuló un posible macroagrupamiento entre esta familia hipotética, las lenguas uru-chipaya y las mayenses. Por su parte, Kaufman anotó la familia chimuana como posiblemente ligadas con las lenguas arahuacas para algunos autores, y con las lenguas ye, para otros.